# Gran Premio di Monaco 2016

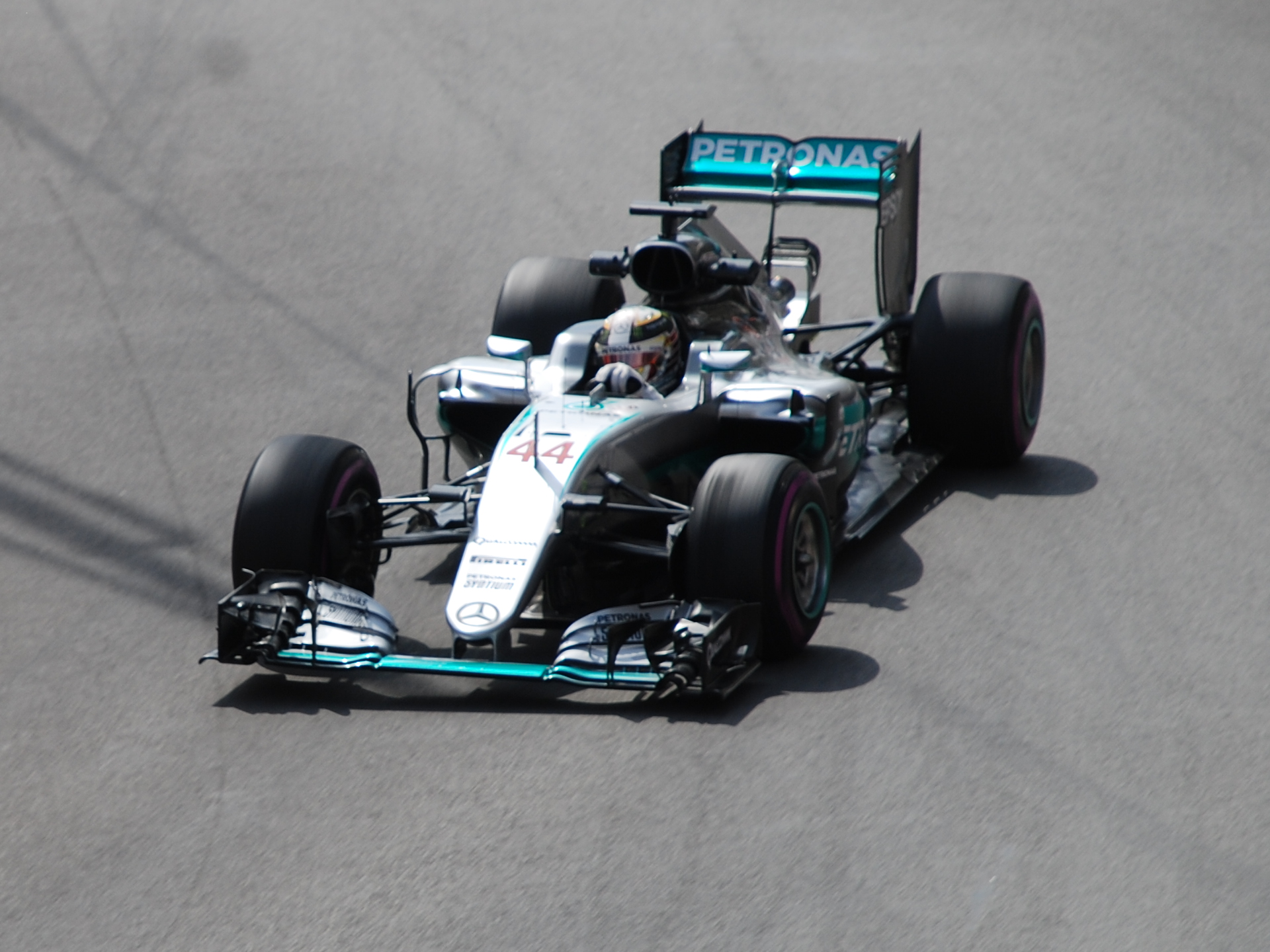
Lewis Hamilton, vincitore di questo Gran Premio

Il Gran Premio di Monaco 2016 è stata la sesta prova della stagione 2016 del campionato mondiale di Formula 1. La gara si è disputata domenica 29 maggio 2016 sul circuito di Monte Carlo a Monaco ed è stata vinta da Lewis Hamilton su Mercedes. Hamilton, al suo quarantaquattresimo successo nel mondiale, ha preceduto sul traguardo Daniel Ricciardo su Red Bull Racing-TAG Heuer e Sergio Pérez su Force India-Mercedes.
Per la Mercedes si è trattato della cinquantesima vittoria, quale costruttore, nel mondiale di F1.

## Vigilia

### Sviluppi futuri
La Red Bull conferma il prolungamento dell'accordo con la Renault, per la fornitura dei propulsori, fino alla stagione 2018. La casa francese, che fornisce la scuderia austriaca dal 2007 (anche se da questa stagione i motori sono ribattezzati come TAG Heuer), fornirà di nuovo i motori anche alla scuderia satellite Toro Rosso. La TAG Heuer continuerà a sponsorizzare i motori forniti alla Red Bull.
La Pirelli presenta la nuova generazione di pneumatici, che verranno utilizzati nel campionato di F1, a partire dalla stagione 2017. La gomma anteriore diventa da 305 mm di larghezza (contro gli attuali 245 mm), mentre la posteriore passa dai 325 mm ai 405 mm, con un incremento del 25%. Secondo i tecnici queste nuove misure dovrebbero consentire alla monoposto, in media, di essere di quasi 5 secondi, al giro, più veloci.

### Aspetti tecnici

Nel Gran Premio di Monaco debutta, per la prima volta, lo pneumatico di mescola "Ultrasoft", identificato con una banda viola.

La Pirelli, fornitrice unica degli pneumatici, annuncia che, per il Gran Premio, fornirà coperture di mescola soft, supersoft e ultrasoft. Quest'ultima mescola, introdotta per la prima volta da questa stagione, identificata con una banda di colore viola sugli pneumatici, è al debutto assoluto. Per i piloti qualificati in Q3 è assegnato un extra set di gomme ultrasoft, che andrà restituito al termine delle qualifiche, mentre sarà a disposizione per la gara per tutti gli altri piloti.
È prevista una sola zona in cui i piloti possono attivare il DRS, posta lungo il rettifilo dei box. Il detection point, ovvero il punto per la determinazione del distacco tra i piloti, necessario per consentire l'uso del dispositivo, è stabilito poco prima della curva Rascasse. Da questa stagione viene presentata una nuova torre di controllo del tracciato, realizzata nei pressi del paddock.
Dopo i test svolti la settimana precedente sul Circuito di Barcellona, la Renault fornisce la nuova specifica di motore a Daniel Ricciardo, della Red Bull Racing, e al proprio pilota Kevin Magnussen. L'aggiornamento è stato anticipato, rispetto al programmato debutto, nel Gran Premio del Canada. Per questa modifica la casa francese spende tre dei possibili gettoni di sviluppo concessi. La Haas fornisce a Romain Grosjean un nuovo telaio. La McLaren monta, per le qualifiche, un nuovo motore sulla vettura di Fernando Alonso, mentre il propulsore che si era spento nella gara di Barcellona viene impiegato nelle libere. La scuderia britannica decide però di non avvalersi della unità, più evoluta, testata a Barcellona.

### Aspetti sportivi
A seguito dell'incidente che ha coinvolto le due Mercedes nel corso del precedente gran premio, a Barcellona, era stato ipotizzato che la scuderia tedesca potesse fermare, per una gara, Lewis Hamilton. Il campione del mondo è invece regolarmente presente all'evento.
Romain Grosjean porta, in questa gara, un casco con un disegno speciale, in onore di Jules Bianchi, pilota francese perito il 17 luglio 2015, a seguito dei postumi dell'incidente patito al Gran Premio del Giappone 2014.
Emanuele Pirro è nominato commissario aggiunto per il gran premio, da parte della FIA. L'ex pilota italiano ha svolto spesso, in passato, tale funzione, l'ultima al GP di Russia. Da questa gran premio la FIA aveva deciso di vietare l'uso di visiere con pellicola a strappo, al fine di evitare che le visiere strappate potessero danneggiare i piloti. È stato infine deciso che i piloti potranno impiegare due pellicole, ma solo in gara.

## Prove

### Resoconto
Nel turno del giovedì mattina il più rapido è Lewis Hamilton, che fa segnare un tempo di ben tre secondi inferiore a quello fatto segnare l'anno precedente, nella stessa sessione. Ciò è stato favorito dalla gomme ultrasoft e dalla riasfaltatura di alcuni tratti del tracciato. Il campione del mondo precede il compagno di team, Nico Rosberg, di un decimo. Più distanziato Sebastian Vettel, terzo, a quattro decimi. La sessione è stata interrotta con bandiera rossa, a pochi minuti dal termine, dopo che la vettura di Rosberg aveva sollevato un tombino stradale che aveva forato una gomma e danneggiato la monoposto, con un detrito che aveva poi colpito la McLaren di Jenson Button. Altri incidenti hanno coinvolto Felipe Massa, che con la sua vettura è terminato contro le barriere alla Sainte Devote, mentre Jolyon Palmer ha toccato il guardrail alla curva del Tabaccaio.
Daniel Ricciardo è il pilota più rapido della seconda sessione, precedendo ancora le due Mercedes: Hamilton è staccato di sei decimi, mentre Rosberg quasi di nove. Il quarto posto è stato conquistato da Max Verstappen, anch'egli su Red Bull. Più difficile per la Ferrari, con Sebastian Vettel che ha prima danneggiato l'ala posteriore al Mirabeau, poi ha effettuato un lungo alla prima curva. Nuovamente si sono verificati degli incidenti: Romain Grosjean ha colpito le barriere all'uscita del Tunnel, così come, nello stesso punto, Rio Haryanto ha danneggiato la monoposto all'interno della curva. Kevin Magnussen ha invece danneggiato la vettura alla Anthony Noghes.
Al sabato Sebastian Vettel ottiene il miglior tempo nelle libere del mattino. Il ferrarista precede Lewis Hamilton, per pochi centesimi, e l'altro pilota della Mercedes, Nico Rosberg. Vettel è stato protagonista anche di un piccolo problema alla guida, verificatosi alla chicane dopo il Tunnel. L'altro pilota della scuderia italiana, Kimi Räikkönen, ha dovuto abbandonare anzitempo la sessione, per dei problemi tecnici. Max Verstappen, invece, ha colpito le barriere a Massenet, ma la vettura è stata riparata, tanto che ha potuto concludere la sessione. Anche Jolyon Palmer ha danneggiato la sua monoposto, dopo un incidente alle Piscine. Al termine delle prove la Ferrari è costretta a sostituire la trasmissione sulla vettura di Räikkönen: il finlandese sconta una penalizzazione di 5 posizioni, sulla griglia di partenza.

### Risultati
Nella prima sessione del giovedì si è avuta questa situazione:
| Pos | Nº | Pilota           | Costruttore | Tempo    | Gap    | Giri |
| --- | -- | ---------------- | ----------- | -------- | ------ | ---- |
| 1   | 44 | Lewis Hamilton   | Mercedes    | 1'15"537 |        | 31   |
| 2   | 6  | Nico Rosberg     | Mercedes    | 1'15"638 | +0"101 | 39   |
| 3   | 5  | Sebastian Vettel | Ferrari     | 1'15"956 | +0"419 | 26   |

Nella seconda sessione del giovedì si è avuta questa situazione:
| Pos | Nº | Pilota           | Costruttore               | Tempo    | Gap    | Giri |
| --- | -- | ---------------- | ------------------------- | -------- | ------ | ---- |
| 1   | 3  | Daniel Ricciardo | Red Bull Racing-TAG Heuer | 1'14"607 |        | 40   |
| 2   | 44 | Lewis Hamilton   | Mercedes                  | 1'15"213 | +0"606 | 36   |
| 3   | 6  | Nico Rosberg     | Mercedes                  | 1'15"506 | +0"899 | 48   |

Nella sessione del sabato mattina si è avuta questa situazione:
| Pos | Nº | Pilota           | Costruttore | Tempo    | Gap    | Giri |
| --- | -- | ---------------- | ----------- | -------- | ------ | ---- |
| 1   | 5  | Sebastian Vettel | Ferrari     | 1'14"650 |        | 25   |
| 2   | 44 | Lewis Hamilton   | Mercedes    | 1'14"668 | +0"018 | 24   |
| 3   | 6  | Nico Rosberg     | Mercedes    | 1'14"772 | +0"122 | 29   |

## Qualifiche

### Resoconto

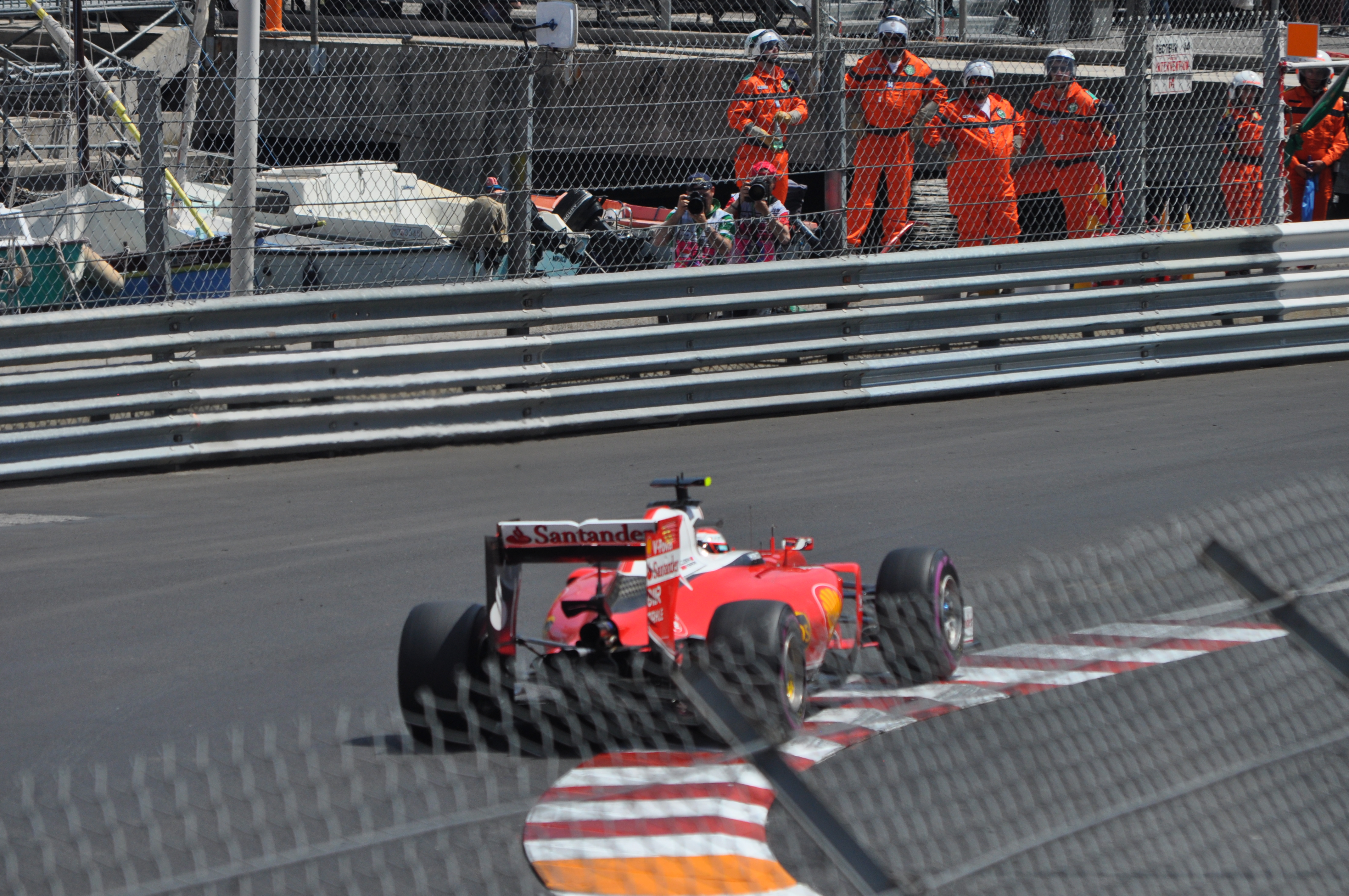
Kimi Räikkönen all'uscita della Louis Chiron durante la Q2

La prima fase si apre subito coi problemi tecnici al motore della Sauber di Felipe Nasr: la direzione di gara espone la bandiera rossa per consentire di spostare la monoposto dal tracciato. Poco dopo che Sebastian Vettel ha fatto segnare il tempo migliore della sessione, Max Verstappen termina a muro presso le Piscine: la sessione è di nuovo interrotta con bandiere rosse. La Q1 viene ripresa quando mancano poco più di sei minuti al termine della stessa; i migliori otto restano negli stand, e non cercano di migliorare i loro tempi. Oltre a Nasr e Verstappen, vengono eliminati i due piloti della Manor, poi Jolyon Palmer e Marcus Ericsson.
Nella seconda fase Hamilton fa segnare 1'14"056, nuovo record del tracciato. Al termine della Q2 però il compagno di team, Nico Rosberg, abbassa ancora il tempo sul giro a 1'14"043. Il tedesco, poco prima, aveva anche toccato le barriere, ancora nella zona della Piscine. Non passano alla fase decisiva i due piloti della Haas, i due della Williams, Kevin Magnussen e Jenson Button.
La fase decisiva si apre con Lewis Hamilton che si blocca sulla corsia dei box, per un problema al propulsore: i tecnici della Mercedes riescono a riportare la vettura al box e far comunque partecipare alla sessione il campione del mondo. Nico Hülkenberg fa segnare il tempo migliore, mentre altri piloti decidono di compiere due giri di lancio. Il tempo del tedesco è battuto da Daniel Ricciardo in 1'13"622: Nico Rosberg si pone secondo, mentre, negli ultimi istanti della sessione, Lewis Hamilton scala terzo. Ricciardo ottiene la sua prima pole position in F1 dopo Mark Webber nel Gran Premio di Abu Dhabi 2013, interrompendo così una serie di 11 pole consecutive conquistate dalla Mercedes. Per la Red Bull è la prima partenza al palo dal Gran Premio del Brasile 2013 (ottenuta all'epoca da Sebastian Vettel), ed è la prima per un motore TAG Heuer, nome dello sponsor che ribattezza, nel corso della stagione, i motori Renault, che spingono la monoposto austriaca.

### Risultati
Nella sessione di qualifica si è avuta questa situazione:
| Pos                         | Nº | Pilota            | Costruttore               | Q1          | Q2       | Q3       | Griglia |
| --------------------------- | -- | ----------------- | ------------------------- | ----------- | -------- | -------- | ------- |
| 1                           | 3  | Daniel Ricciardo  | Red Bull Racing-TAG Heuer | 1'14"912    | 1'14"357 | 1'13"622 | 1       |
| 2                           | 6  | Nico Rosberg      | Mercedes                  | 1'14"873    | 1'14"043 | 1'13"791 | 2       |
| 3                           | 44 | Lewis Hamilton    | Mercedes                  | 1'14"826    | 1'14"056 | 1'13"942 | 3       |
| 4                           | 5  | Sebastian Vettel  | Ferrari                   | 1'14"610    | 1'14"318 | 1'14"552 | 4       |
| 5                           | 27 | Nico Hülkenberg   | Force India-Mercedes      | 1'15"333    | 1'14"989 | 1'14"726 | 5       |
| 6                           | 7  | Kimi Räikkönen    | Ferrari                   | 1'15"499    | 1'14"789 | 1'14"732 | 11      |
| 7                           | 55 | Carlos Sainz Jr.  | STR-Ferrari               | 1'15"467    | 1'14"805 | 1'14"749 | 6       |
| 8                           | 11 | Sergio Pérez      | Force India-Mercedes      | 1'15"328    | 1'14"937 | 1'14"902 | 7       |
| 9                           | 26 | Daniil Kvjat      | STR-Ferrari               | 1'15"384    | 1'14"794 | 1'15"273 | 8       |
| 10                          | 14 | Fernando Alonso   | McLaren-Honda             | 1'15"504    | 1'15"107 | 1'15"363 | 9       |
| 11                          | 77 | Valtteri Bottas   | Williams-Mercedes         | 1'15"521    | 1'15"273 | N.D.     | 10      |
| 12                          | 21 | Esteban Gutiérrez | Haas-Ferrari              | 1'15"592    | 1'15"293 | N.D.     | 12      |
| 13                          | 22 | Jenson Button     | McLaren-Honda             | 1'15"554    | 1'15"352 | N.D.     | 13      |
| 14                          | 19 | Felipe Massa      | Williams-Mercedes         | 1'15"710    | 1'15"385 | N.D.     | 14      |
| 15                          | 8  | Romain Grosjean   | Haas-Ferrari              | 1'15"465    | 1'15"571 | N.D.     | 15      |
| 16                          | 20 | Kevin Magnussen   | Renault                   | 1'16"253    | 1'16"058 | N.D.     | 16      |
| 17                          | 9  | Marcus Ericsson   | Sauber-Ferrari            | 1'16"299    | N.D.     | N.D.     | 17      |
| 18                          | 30 | Jolyon Palmer     | Renault                   | 1'16"586    | N.D.     | N.D.     | 18      |
| 19                          | 88 | Rio Haryanto      | Manor-Mercedes            | 1'17"295    | N.D.     | N.D.     | 19      |
| 20                          | 94 | Pascal Wehrlein   | Manor-Mercedes            | 1'17"452    | N.D.     | N.D.     | 20      |
| Tempo limite 107%: 1'19"832 |    |                   |                           |             |          |          |         |
| NQ                          | 33 | Max Verstappen    | Red Bull Racing-TAG Heuer | 1'22"467    | N.D.     | N.D.     | PL      |
| NQ                          | 12 | Felipe Nasr       | Sauber-Ferrari            | senza tempo | N.D.     | N.D.     | PL      |

In grassetto sono indicate le migliori prestazioni in Q1, Q2 e Q3.

## Gara

### Resoconto

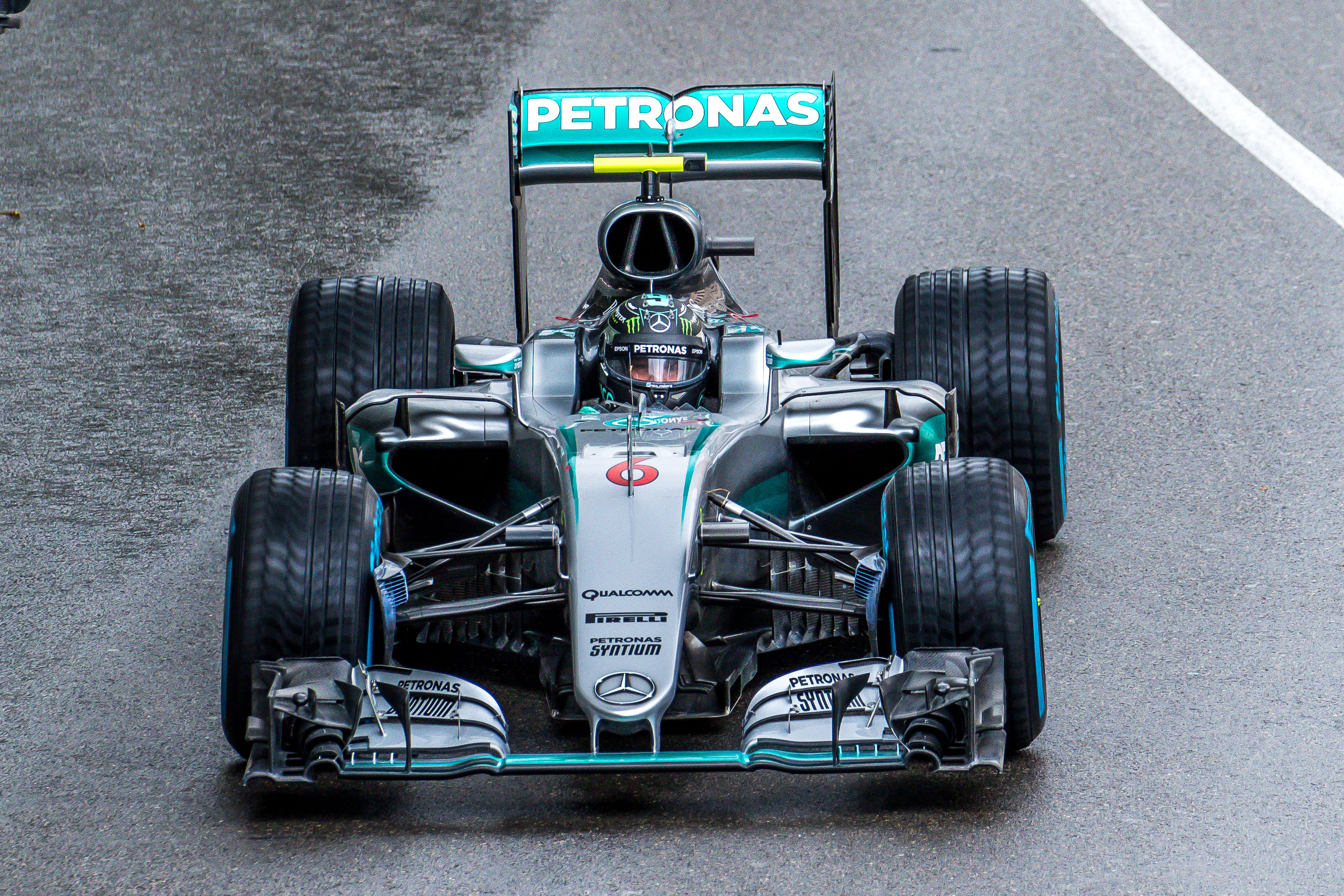
Al contrario delle altre sessioni del week-end, il Gran Premio di Monaco 2016 si è tenuto con pista bagnata.

La domenica si apre con la pioggia che bagna il tracciato. La direzione di gara decide di far partire la gara dietro alla safety car. Sia Max Verstappen che Felipe Nasr partono dalla corsia del box: il primo ha sostituito il telaio, il secondo il propulsore.
Durante il periodo di neutralizzazione della gara Daniil Kvjat entra ai box per sostituire il volante, mentre Kevin Magnussen decide di montare gomme da bagnato intermedio. All'ottavo giro Jolyon Palmer perde il controllo della Renault sul rettilineo dei box e va a sbattere contro le barriere alla Sainte Devote. Dopo ben 10 giri dietro alla vettura di sicurezza, col calare dell'intensità delle precipitazioni, la direzione di gara decide di dare valenza al gran premio. Daniel Ricciardo guida davanti al duo della Mercedes Nico Rosberg-Lewis Hamilton, poi Sebastian Vettel, Nico Hülkenberg, Carlos Sainz Jr., Sergio Pérez e Fernando Alonso.
Al giro 11 Kimi Räikkönen colpisce le barriere al tornantino, e si ferma, con l'alettone anteriore finito sotto la scocca della vettura, nella via di fuga della chicane dopo il tunnel. Al giro 14 Vettel entra ai box, per montare le gomme intermedie, seguito, dopo un giro da Fernando Alonso. Al giro 16 Lewis Hamilton passa Nico Rosberg, molto lento nella prima parte della gara; nello stesso giro Vettel, con gomme nuove, tenta il sorpasso su Felipe Massa, per il sesto posto, però non trova lo spazio, dopo il tunnel, e ricede la posizione.
Al ventesimo giro sia Rosberg che Massa passano alle intermedie, mentre Kevin Magnussen e Daniil Kvjat si toccano alla Rascasse. Un giro dopo anche Pérez e Sainz passano ai box. La classifica vede sempre in testa Daniel Ricciardo, davanti a Hamilton, Rosberg, Pérez e Vettel. Ricciardo effettua il cambio gomme al giro 23, e cede il comando della gara a Hamilton.
Il britannico si ferma al giro 31, ove monta la gomme slick, di tipo ultra soft. Optano per queste gomme anche Rosberg, Vettel, Hülkenberg e Sainz. Sergio Pérez ora è terzo, davanti a Sebastian Vettel, Fernando Alonso, Nico Rosberg e Nico Hülkenberg. Quando Ricciardo si porta ai box, per montare le gomme da asciutto super soft, gli pneumatici non sono ancora pronti: perde così quasi dieci secondi, e rientra in pista dietro a Lewis Hamilton.

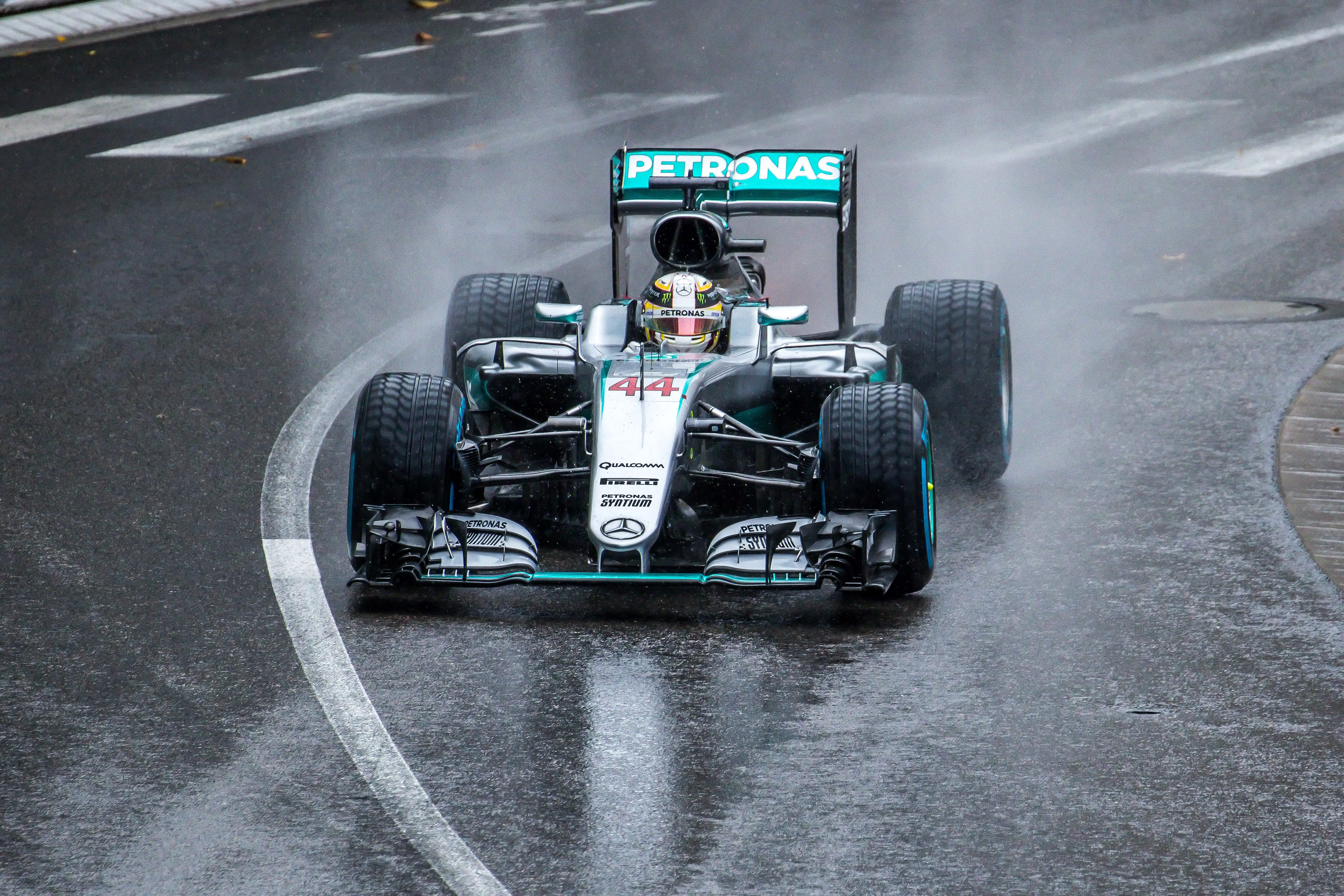
Hamilton in azione durante la gara. Conquista qui il suo 44º trionfo.

Tra il trentatreesimo passaggio e il trentacinquesimo si ritirano, per incidente, Kevin Magnussen (alla Rascasse) e Max Verstappen (a Massenet). In questo caso viene nuovamente stabilita, nel punto, la safety car virtuale. Al trentasettesimo giro, dopo essersi avvicinato a Hamilton, Ricciardo sferra l'attacco alla chicane, dopo il tunnel. Il britannico però difende la posizione. Viene, poco dopo, messo sotto indagine, ma viene scagionato dai commissari.
Al giro 49 vi è un contatto tra le due vetture della Sauber alla Rascasse: la scuderia aveva invitato, invano, Nasr, a cedere la posizione a Ericsson. Il brasiliano si ritira, poco dopo, per del fumo che proviene dal suo abitacolo. Anche Ericsson sarà costretto all'abbandono.
Al cinquantottesimo giro Nico Rosberg cerca di passare Alonso, ma va lungo alla chicane e ricede la posizione. Nello stesso giro Ricciardo è autore di un bloccaggio delle ruote, ma rimane nel tracciato. Dieci giri dopo la direzione di gara ristabilisce la safety car virtuale, sul rettifilo dei box, per un telone di plastica sceso sulla pista, e presto rimosso.
Negli ultimi minuti di gara torna la pioggia, debole, sulla pista, senza però che questo comporti difficoltà per i piloti. All'ultimo giro Nico Hülkenberg passa Nico Rosberg, proprio sulla linea di arrivo.
Lewis Hamilton conquista il quarantaquattresimo successo nel mondiale di F1, la prima vittoria dal Gran Premio degli Stati Uniti 2015.

### Risultati
I risultati del Gran Premio sono i seguenti:
| Pos | Nº | Pilota            | Costruttore          | Giri | Tempo/Ritiro               | Griglia | Punti |
| --- | -- | ----------------- | -------------------- | ---- | -------------------------- | ------- | ----- |
| 1   | 44 | Lewis Hamilton    | Mercedes             | 78   | 1h59'29"133                | 3       | 25    |
| 2   | 3  | Daniel Ricciardo  | Red Bull-TAG Heuer   | 78   | +7"252                     | 1       | 18    |
| 3   | 11 | Sergio Pérez      | Force India-Mercedes | 78   | +13"825                    | 7       | 15    |
| 4   | 5  | Sebastian Vettel  | Ferrari              | 78   | +15"846                    | 4       | 12    |
| 5   | 14 | Fernando Alonso   | McLaren-Honda        | 78   | +1'25"076                  | 9       | 10    |
| 6   | 27 | Nico Hülkenberg   | Force India-Mercedes | 78   | +1'32"999                  | 5       | 8     |
| 7   | 6  | Nico Rosberg      | Mercedes             | 78   | +1'33"290                  | 2       | 6     |
| 8   | 55 | Carlos Sainz Jr.  | STR-Ferrari          | 77   | +1 giro                    | 6       | 4     |
| 9   | 22 | Jenson Button     | McLaren-Honda        | 77   | +1 giro                    | 13      | 2     |
| 10  | 19 | Felipe Massa      | Williams-Mercedes    | 77   | +1 giro                    | 14      | 1     |
| 11  | 21 | Esteban Gutiérrez | Haas-Ferrari         | 77   | +1 giro                    | 12      |       |
| 12  | 77 | Valtteri Bottas   | Williams-Mercedes    | 77   | +1 giro                    | 10      |       |
| 13  | 8  | Romain Grosjean   | Haas-Ferrari         | 76   | +2 giri                    | 15      |       |
| 14  | 94 | Pascal Wehrlein   | Manor-Mercedes       | 76   | +2 giri                    | 20      |       |
| 15  | 88 | Rio Haryanto      | Manor-Mercedes       | 74   | +4 giri                    | 18      |       |
| Rit | 9  | Marcus Ericsson   | Sauber-Ferrari       | 51   | Collisione con F.Nasr      | 17      |       |
| Rit | 12 | Felipe Nasr       | Sauber-Ferrari       | 48   | Collisione con M.Ericsson  | PL      |       |
| Rit | 33 | Max Verstappen    | Red Bull-TAG Heuer   | 34   | Incidente                  | PL      |       |
| Rit | 20 | Kevin Magnussen   | Renault              | 32   | Incidente                  | 16      |       |
| Rit | 26 | Daniil Kvjat      | STR-Ferrari          | 18   | Collisione con K.Magnussen | 9       |       |
| Rit | 7  | Kimi Räikkönen    | Ferrari              | 10   | Incidente                  | 11      |       |
| Rit | 30 | Jolyon Palmer     | Renault              | 7    | Incidente                  | 18      |       |

## Classifiche mondiali

### Piloti
| Pos | Pilota            | Punti |
| --- | ----------------- | ----- |
| 1   | Nico Rosberg      | 106   |
| 2   | Lewis Hamilton    | 82    |
| 3   | Daniel Ricciardo  | 66    |
| 4   | Kimi Räikkönen    | 61    |
| 5   | Sebastian Vettel  | 60    |
| 6   | Max Verstappen    | 38    |
| 7   | Felipe Massa      | 37    |
| 8   | Valtteri Bottas   | 29    |
| 9   | Sergio Pérez      | 23    |
| 10  | Daniil Kvjat      | 22    |
| 11  | Romain Grosjean   | 22    |
| 12  | Fernando Alonso   | 18    |
| 13  | Carlos Sainz Jr.  | 16    |
| 14  | Nico Hülkenberg   | 14    |
| 15  | Kevin Magnussen   | 6     |
| 16  | Jenson Button     | 5     |
| 17  | Stoffel Vandoorne | 1     |

### Costruttori
| Pos | Costruttore               | Punti |
| --- | ------------------------- | ----- |
| 1   | Mercedes                  | 188   |
| 2   | Ferrari                   | 121   |
| 3   | Red Bull Racing-TAG Heuer | 112   |
| 4   | Williams-Mercedes         | 66    |
| 5   | Force India-Mercedes      | 37    |
| 6   | STR-Ferrari               | 30    |
| 7   | McLaren-Honda             | 24    |
| 8   | Haas-Ferrari              | 22    |
| 9   | Renault                   | 6     |

## Decisioni della FIA
Al termine della gara, la FIA penalizza di tre posizioni, sulla griglia di partenza del prossimo Gran Premio del Canada, il pilota della Toro Rosso Daniil Kvjat, avendolo riconosciuto colpevole di una collisione con Kevin Magnussen. Al pilota russo vengono anche decurtati due punti sulla Superlicenza. Stessa sanzione e tre punti in meno sulla Superlicenza, sono state comminate a Marcus Ericsson, per la collisione col compagno di team Felipe Nasr.
Valtteri Bottas, oltre alla penalità di dieci secondi comminatagli in gara, subisce una decurtazione di quattro punti sulla Superlicenza.